# Pela-soques fosc
El pela-soques fosc (Climacteris melanurus) és un ocell de la família dels climactèrids (Climacteridae).

## Hàbitat i distribució
Habita bosc obert i boscos de ribera d'Austràlia septentrional i occidental.